# Edgar Manucharián
Edgar Manucharián (Ereván, 19 de enero de 1987) es un exfutbolista armenio que jugaba de delantero.

## Carrera
Sus inicios los da en el FC Pyunik, con el que debutaría profesionalmente con 15 años en 2002. En aquel equipo se consagraría en sus primeras tres campañas, logrando incluso una nominación a la selección armenia, en 2004.
En 2005 ficharía por el Ajax neerlandés, donde no logró sobresalir pese a jugar algunos partidos. Tras no contar con los entrenadores del club, y jugar en el filial del club, en 2009 llega a préstamo al HFC Haarlem, pero tras la disolución del equipo debido a la bancarrota, llega a jugar en el AGOVV Apeldoorn.
En ese mismo año regresa a su país para jugar en el Pyunik.

## Selección nacional
Fue internacional con la selección de Armenia en 54 ocasiones en las que anotó nueve goles.

## Clubes
| Club                      | País         | Año       |
| ------------------------- | ------------ | --------- |
| F. C. Pyunik              | Armenia      | 2002-2005 |
| Ajax de Ámsterdam         | Países Bajos | 2005-2010 |
| HFC Haarlem (cedido)      | Países Bajos | 2009      |
| AGOVV Apeldoorn (cedido)  | Países Bajos | 2010      |
| F. C. Pyunik              | Armenia      | 2010-2012 |
| F. C. Ural (cedido)       | Rusia        | 2011-2012 |
| F. C. Ural                | Rusia        | 2012-2018 |
| Ratchaburi F. C. (cedido) | Tailandia    | 2017      |
| Alashkert F. C.           | Armenia      | 2018-2019 |
| F. C. Pyunik              | Armenia      | 2019-2020 |
| Alashkert F. C.           | Armenia      | 2020      |